# Чайковский, Касьян Александрович
Кассиан (Касьян) Александрович Чайковский (февраль 1893, Тамбов — 23 апреля 1938, Чита) — советский военачальник, комкор, участник Первой мировой и Гражданской войн, первый командир созданного впервые в мире механизированного корпуса вооружённых сил — 11-й механизированный корпус.

## Биография
Родился в Тамбове, по национальности — украинец.

В Русской армии с 1914 года, прапорщик в Первую мировую войну.

С декабря 1918 года — в РККА, в Гражданскую войну вначале (и до января 1919 года) был начальником эшелона пленных и беженцев, военным комиссаром (военком) военно-санитарных учреждений Александровской железной дороги.

С января и по июль 1919 года — член коллегии, начальник снабжения и председатель Смоленского губернского комитета пленных и беженцев, затем до октября 1919 года — военком 28-го отдельного стрелкового батальона и 41-й отдельной стрелковой бригады.

С октября 1919 года и до августа 1920 года — помощник начальника и начальник Западного сектора войск внутренней охраны республики (Войска ВОХР).

С января 1921 года — начальник боевого участка войск Тамбовской губернии.

С августа 1921 года — помощник командующего войсками Минского района.

С декабря 1921 года — командир 35-й стрелковой дивизии.

С августа 1922 года — временно исполняющий должность (ВрИД) командующего 5-й армии и Восточно-Сибирским военным округом.

С января 1923 года — командир 12-го стрелкового корпуса.

В 1924 году окончил Высшие академические курсы при Военной академии РККА.

С июля 1924 года — командир и комиссар 2-й отдельной Кавказской кавалерийской бригады.

С января 1929 года — адъюнкт Военной академии имени М. В. Фрунзе.

С июня 1931 года — преподаватель Военной академии имени М. В. Фрунзе и одновременно начальник учебного отдела и помощник начальника Вечерней Военной Академии РККА.

С июля 1931 года — командир и комиссар 11-й стрелковой Ленинградской Краснознамённой дивизии и затем командир созданного на основе дивизии 11-го механизированного корпуса (Забайкальский военный округ).

20 ноября 1935 года присвоено воинское звание комкора.

С февраля 1936 года — заместитель начальника Управления боевой подготовки РККА, а с апреля того же года — начальник этого управления.
В ходе репрессий в РККА арестован на даче военведа в Покровском-Стрешневе 21 мая 1937 года, где находился на лечении после перенесённого инфаркта миокарда. Умер во время следствия в читинской тюрьме предположительно 23 апреля 1938 года. Дело было прекращено 23 июня 1938 года ввиду смерти обвиняемого.
Реабилитирован Главной военной прокуратурой 14 сентября 1956 года.

## Награды (года)
- Орден Красного Знамени (1921[2])